# Фісташка Чехова
Фісташка Чехова — ботанічна пам'ятка природи місцевого значення, що розташована у смт Нікіта Ялтинської міськради АР Крим. Була створена відповідно до Постанови Кабінету міністрів України № 1196-6/13 від 27 лютого 2013 року.

## Загальні відомості
Землекористувачем є Національний науковий центр Нікітський ботанічний сад, площа 0,01 гектара. Розташована у смт Нікіта Ялтинської міськради.
Пам'ятка природи створена з метою охорони та збереження в природному стані цінного в науковому, естетичному відношенні дерева — фісташки туполистої віком понад 600 років.